# Economia Cehiei
Cehia, una dintre cele mai dezvoltate țări postcomuniste, are o economie bazată pe industrie ce concentrează aproape 50% din populația activă și asigură tot atât din PIB. 
Cehia dispune de resurse minerale variate, dintre care cele mai semnificative sunt cele de cărbune (cca 20 miliarde tone  rezerve, 50- 60 miliarde tone producție, în scădere față de mai înainte), situându-se pe locul 8 pe glob la producția de lignit.  
Încă din 1993, sectorul privat asigură peste 60% din PIB, una dintre cele mai ridicate ponderi dintre fostele țări comuniste.  
Comerțul exterior în 1996 : 50,16 miliarde $, din care 21,92 export (1995 : mașini și ecipament de transport 32,7%, produse manufacturate 28,8%, produse chimice 9,1 %, materii prime, exceptând combustibilii, 4,7% etc.). În 1998 : 1780,5 miliarde coroane , din care 850,5 export și 930, import. Principalii parteneri (1996) la export sunt  Germania 36%, Slovacia 14,2 %, Austria 6,4 %, Italia 3.3%  Rusia 3,2 % și la import, Germania 29,8 %, Slovacia 9,6 %, Rusia 7,4 % Italia 5,9 % și Austria 5,8 %.  
Rata corupției rămâne una dintre cele mai mari din țările Uniunii Europene.  
Deficitele fiscale și de cont curent ar putea crea de asemenea probleme în viitor.

## Industrie
Industria prelucrătoare este foarte diversificată și reprezintă 70% din producția fostei Cehoslovacii. Siderurgia este concentrată în  Ostrava, Karvina, Kladno, Chomutov. Industria metalelor neferoase, în special plumb, în Pribram, Bilina- Chuderice. Industria consructoare de mașini, îndeosebi mașini-unelte, echipament electric, tractoare și mașini agricole, autovehicule se întâlnește în marile orașe și împrejurimile lor: Praga, Plzen (sediul firmei de autoturisme Skoda; peste 2/3 din capital aparține, în prezent, firmei germane Volkswagen), Mlada, Boleslav, Zlin,Kunovice și altele. Acizi, îngrășăminte, anvelope, celuloză și hârtie se produce la Ostrava, Praga, Zlin și Nachod.  
Materiale de construcții, ciment, la Beroun, Kraluv Dvur și Ostrava. Industria de prelucrare a lemnului se dezvoltă îndeosebi în Praga și Rousinov, cea textilă, confecții și încălțăminte, în Praga și Brno, sticlărie și porțelanuri îndeosebi în Bohemia (Teplice, Sokolov, Karlovy) Vary, Ceske Budejovice.  
Industria cehă se află în curs de restructurare, cunoscând, după 1990, o scădere a producției datorită reducerii comenzilor din Uniunea Sovietică (respectiv CSI) și necompetivitatii pe piața occidentală.  

## Agricultură
Agricultura, în întregime privatizată în perioada 1989- 1992, este axată pe creșterea animalelor, în principal bovine și porcine, dar și pe culturi de cartofi, sfeclă de zahăr, cereale (orz, hamei - unul dintre principalii producători mondiali) și pomicultură.  

## Turism
Turismul a redevenit și el, după 1990, o activitate economică importantă pentru Cehia. Din turism s-au obținut, în 1996, venituri de  4,1 miliarde $, țara fiind vizitată în acest an  de 17 milioane de turiști străini. În 1992 s-a atins recordul de 83 milioane de turiști străini, dintre care 90% provin din Germania.    